# 瑞穂通 (春日井市)
瑞穂通（みずほどおり）は、愛知県春日井市にある地名。現行行政地名は瑞穂通1丁目から瑞穂通8丁目。

## 地理
春日井市中央部に位置する。北東から南西にかけて梅ヶ坪町・ことぶき町・春見町・鳥居松町、南西から北西にかけて柏井町・若草通・柏原町・下八田町(現在の八田町1丁目、8丁目の大半)・六軒屋町に接する。

## 歴史

### 沿革
- 1948年（昭和23年） - 春日井市柏井(旧勝川町)・和爾良(旧鳥居松村)の一部により、同市瑞穂通として成立[1]。
- 1954年（昭和29年） - 春日井市和爾良・八幡(旧篠木村)・下八田町・六軒屋町の各一部を編入[1]。
- 1974年（昭和49年） - 春日井市柏原町の一部を編入[1]。
- 1996年（平成8年） - 瑞穂通3丁目、4丁目の一部(現在の柏原町5丁目)と柏原町(現在の瑞穂通3丁目)で境界変更、瑞穂通5丁目の一部を八田町1丁目に編入。

## 世帯数と人口
2019年（平成31年）4月1日現在の世帯数と人口は以下の通りである。
| 丁目        | 世帯数    | 人口    |
| ----------- | --------- | ------- |
| 瑞穂通1丁目 | 295世帯   | 704人   |
| 瑞穂通2丁目 | 258世帯   | 645人   |
| 瑞穂通3丁目 | 157世帯   | 360人   |
| 瑞穂通4丁目 | 126世帯   | 239人   |
| 瑞穂通5丁目 | 43世帯    | 95人    |
| 瑞穂通6丁目 | 52世帯    | 108人   |
| 瑞穂通7丁目 | 133世帯   | 318人   |
| 瑞穂通8丁目 | 149世帯   | 298人   |
| 計          | 1,213世帯 | 2,767人 |

### 人口の変遷
国勢調査による人口の推移
| 1995年（平成7年）  | 3,025人 | [ 7 ]  |  |
| 2000年（平成12年） | 2,890人 | [ 8 ]  |  |
| 2005年（平成17年） | 2,806人 | [ 9 ]  |  |
| 2010年（平成22年） | 2,798人 | [ 10 ] |  |
| 2015年（平成27年） | 2,741人 | [ 11 ] |  |

## 学区
市立小・中学校に通う場合、学区は以下の通りとなる。また、公立高等学校に通う場合の学区は以下の通りとなる。
| 丁目        | 番・番地等 | 小学校               | 中学校               | 高等学校 |
| ----------- | ---------- | -------------------- | -------------------- | -------- |
| 瑞穂通1丁目 | 全域       | 春日井市立柏原小学校 | 春日井市立柏原中学校 | 尾張学区 |
| 瑞穂通2丁目 | 全域       | 春日井市立柏原小学校 | 春日井市立柏原中学校 | 尾張学区 |
| 瑞穂通3丁目 | 全域       | 春日井市立柏原小学校 | 春日井市立柏原中学校 | 尾張学区 |
| 瑞穂通4丁目 | 全域       | 春日井市立柏原小学校 | 春日井市立柏原中学校 | 尾張学区 |
| 瑞穂通5丁目 | 全域       | 春日井市立柏原小学校 | 春日井市立柏原中学校 | 尾張学区 |
| 瑞穂通6丁目 | 全域       | 春日井市立八幡小学校 | 春日井市立東部中学校 | 尾張学区 |
| 瑞穂通7丁目 | 全域       | 春日井市立八幡小学校 | 春日井市立東部中学校 | 尾張学区 |
| 瑞穂通8丁目 | 全域       | 春日井市立八幡小学校 | 春日井市立東部中学校 | 尾張学区 |

## 交通
- 国道19号（春日井バイパス）
- 愛知県道25号春日井一宮線

## 施設
- 春日井市立瑞穂保育園
- 清水屋本店・本社

## その他

### 日本郵便
- 郵便番号 : 486-0845[4]（集配局：春日井郵便局[14]）。